# مقاطعة كوماروم-إستركوم
كوماروم-إستركوم (بالمجرية: Komárom-Esztergom megye) هي مقاطعة إدارية في المجر في ترانسدانوبيا, على الحدود مع سلوفاكيا، وتٌشارك حدودها مع المقاطعات المجرية ديور-موشون-سوپرون، فسپرم، فيير, وپشت. عاصمة مقاطعة كوماروم-إستركوم هي تاتابنيا.

## تاريخ

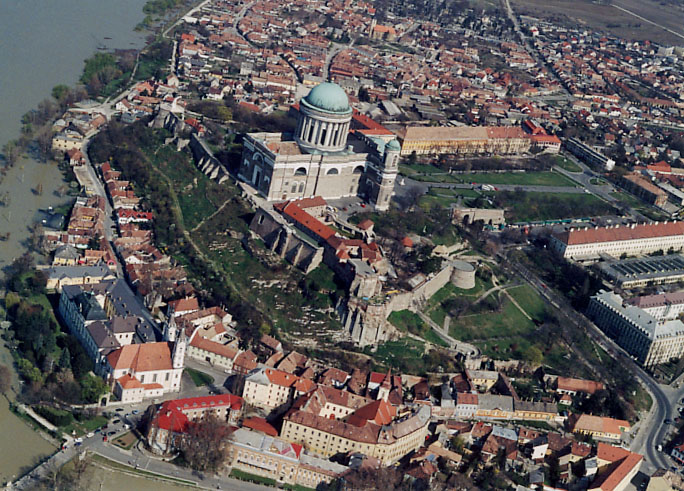
صورة جوية لإستركوم

بعد الحرب العالمية الأولى وتفرُق الإمپراطوريات، الجمهورية المجرية السوفيتية أتت إلى السلطة في 1919, التي تُبعت بسرعة من قبل المملكة المجرية. كوماروم-إستركوم تكونت من المقاطعات مجريات الأصل كوماروم وإستركوم, الذين كانوا ضمن الإمپراطورية النمساوية المجرية.
موقف ما قبل عام 1918 قد إستٌرجع لوقت قصير في عصر الحرب العالمية الثانية. بين الحرب العالمية الثانية وعام 1990, خلال فترة الحكم الشيوعي, المقاطعة كانت تُسمى كوماروم. منذ تأسيس المجر, سُميت كوماروم-إستركوم لتُشير إلى الجزء التاريخي من المقاطعة.